# Чёрная Молния (DC Comics)
Чёрная Молния (англ. Black Lightning) — вымышленный персонаж и одноимённая серия комиксов DC Comics, главным героем которой он и является. Чёрная Молния — один из самых первых чернокожих супергероев, который впервые появился в Black Lightning #1 (апрель 1977 год). Персонаж был создан Тони Изабеллой и Тревором фон Иденом.

## История создания и публикаций
Первым кандидатом для DC Comics на место первого чёрного супергероя был изначально Блек Бомбер (англ. Black Bomber, Черный бомбардировщик). По сюжету изначально он был сторонником белого расизма. Однако Дон Маркштейн, основатель энциклопедии комиксов и мультфильмов, жёстко раскритиковал нового персонажа, назвав это «оскорблением практически всего с любой точки зрения на всё» и пригрозил, что покинет проект до того, как выйдет первый тираж. Тони Изабелла, имея за собой опыт работы над другими персонажами Marvel Comics, предложила «спасти» персонажа, изменив его личные качества в лучшую сторону.
Первые 10 выпусков нарисовал Тони Изабелла, после чего за работу взялся Деннис О’Нил. Однако выпуск журналов прекратился в 1978 году. В 1983 году «Чёрная Молния» появился снова в новых выпусках, но уже как член супер-команды Бэтмена, Аутсайдеров. Выпуск комиксов возобновился в 1993 году, художник Эдди Ньюэлл, который был уволен после восьмого выпуска серии.
В 2010 году вышла мини-серия из 6 выпусков Black Lightning: Year One (рус. Черная Молния: Первый год), написанная Дженом Ван Метер и проиллюстрированная Калли Хамнером. Выходила 2 раза в месяц и была номинирована на 2 награды (Glyph Comics Awards) в 2010.

## Вымышленная биография
Джефферсон Пирс, обладатель золотой олимпийской медали по декатлону, pешает вместе со своей женой Линн Стюарт и дочерью Аниссой вернуться в свои родные трущобы, чтобы стать новым директором «старшей школы Гарфилда». Здесь он узнаёт, что его отец — известный журналист Элвин Пирс — был убит. По этой причине Джефферсон хочет покинуть Метрополис. В трущобах орудует местная банда «100». A также ряд «плохих» местных чиновников, таких как например Тобиас Вейл. Питер Гамби, друг семьи, когда-то давно учил Джефферсона контролировать свою врожденную метачеловеческую сверхспособность испускать молнии, чтобы тот не причинял вред своим близким. Теперь специально для главного героя он изобретает электропояс, с помощью которого Джефферсон сможет полностью контролировать свою силу, а также создавать мощные защитные электрополя и электромагнитные толчки.

## Критика и отзывы
В 2011 году персонаж занял 85 место в списке 100 величайших героев комиксов.

## Вне комиксов
В 2018 году на канале The CW начал выходить сериал «Чёрная Молния». Несмотря на то, что сериал будет транслироваться каналом The CW и что одним из его создателей является Грег Берланти, Марк Педовиц, президент The CW, заявил в мае 2017 что «на данный момент, сериал не является частью вселенной Стрелы», но он появился в 6 сезоне 9 серии сериала "Флэш" «Кризис на бесконечных Землях. Часть 3», где был завербован Парией в надежде, что тот поможет остановить Анти-Монитора.
Также в видеоигре Injustice 2 Чёрная Молния вышел как премиум-скин для Райдэна.